# لوئیس هرناندز (بازیکن فوتبال، زاده ۱۹۸۹)
لوئیس هرناندز (انگلیسی: Luis Hernández؛ زادهٔ ۱۴ آوریل ۱۹۸۹) بازیکن فوتبال اهل اسپانیا است.
از باشگاه‌هایی که در آن بازی کرده‌است می‌توان به باشگاه فوتبال رئال مادرید سی، باشگاه فوتبال رئال مادرید، باشگاه فوتبال رئال مادرید کاستیا، باشگاه فوتبال اسپورتینگ خیخون، و باشگاه فوتبال لستر سیتی اشاره کرد.